# Matteo Sartori
Matteo Sartori, född 21 januari 2002 i Fondi, är en italiensk roddare.

## Karriär
I maj 2023 tog Sartori silver tillsammans med Luca Rambaldi i dubbelsculler vid EM i Bled.